# ギャルカフェ
ギャルカフェとは、現役のギャルがギャルファッションを身に纏い接客を行うカフェバーである。2012年にギャル文化のメッカである渋谷で発祥し、サービスコンセプトとしては「ギャル文化とのふれあい」をテーマにし、ギャル店員とのコミュニケーションも魅力のひとつとなっている。

## 概要
ギャルカフェは席に客が着席し、現役ギャルが接客をする。システムや業態はメイド喫茶と類似している。ギャルにドリンクやフードなどを供される。一緒にゲームをしたり、会話を楽しむことができる。 女性の入店も可能である。「ギャルと友達になれる」というコンセプトで展開する。

## 企画

### 飲食物
提供される飲食物は、カフェバーのメニューと類似しているが、お店のコンセプトとあわせて、ギャルにちなんだドリンクやフードがイベントとあわせて提供される。

### サービス
ギャルメイク体験等の店員とのコミュニケーションがとれるサービスや、チャージが決められた時間無料になる等の会員制サービスがある。席でオムライスにお客の要望に応じてケチャップを用いた落書きをしたりと、店員とのコミュニケーションがとれるサービスを行っている。

### 服装
店員それぞれ自分たちの私服で思い思いの格好をし、いかにも派手めの女の子もいれば、着ぐるみのようなコスチューム姿の女の子もいる。。

### 年齢
ギャル店員の年齢は、10代後半から20代半ばの現役ギャルたちである。